# Замостя (гміна)
Гміна Замостя (пол. Gmina Zamość) — сільська гміна у східній Польщі. Належить до Замойського повіту Люблінського воєводства.
Станом на 31 грудня 2011 у гміні проживало 21881 особа.

## Площа
Згідно з даними за 2007 рік площа гміни становила 197.00 км², у тому числі:
- орні землі: 81.00%
- ліси: 8.00%

Таким чином, площа гміни становить 10.52% площі повіту.

## Населення
Станом на 31 грудня 2011:
| Опис     | Загалом | Загалом | Чоловіки | Чоловіки | Жінки | Жінки |
| -------- | ------- | ------- | -------- | -------- | ----- | ----- |
| одиниця  | осіб    | %       | осіб     | %        | осіб  | %     |
| все      | 21881   | 100     | 10778    | 49.26    | 11103 | 50.74 |
| міське   | 0       | 100     | 0        |          | 0     |       |
| сільське | 21881   | 100     | 10778    | 49.26    | 11103 | 50.74 |

## Сусідні гміни
Гміна Замостя межує з такими гмінами: Адамув, Лабуне, Неліш, Сітно, Скербешув, Старий Замостя, Щебрешин, Звежинець.